# Bobby Schilling
Pour les articles homonymes, voir Schilling.
Bobby Schilling, né le 23 janvier 1964 à Rock Island et mort le 6 avril 2021, est un homme politique américain, membre du Parti républicain et représentant du dix-septième district de l'Illinois à la Chambre des représentants des États-Unis de 2011 à 2013.

## Carrière politique
Candidat dans le dix-septième district congressionnel de l'Illinois, Schilling est investi unanimement par les républicains. 
Lors de l’élection générale du 2 novembre 2010, Schilling bat le représentant démocrate Phil Hare en obtenant 52.58 % des voix contre 42.96 % pour son adversaire.
À la chambre, il vote à 91 % avec la ligne de son parti, il a notamment soutenu l’abrogation de la réforme de santé du Président Obama.
Candidat à réélection en 2012, il est battu par la démocrate Cheri Bustos.